# Jardín Botánico de Bayona
El Jardín Botánico de Bayona (en francés : Jardin botanique de Bayonne también llamado como Jardin botanique des Remparts) es un jardín botánico y parque de propiedad municipal de 3000 m² de extensión de Bayonne, Francia.

## Localización
El jardín botánico se ubica en "Avenue du 11 Novembre" y "Allée de Tarride", Bayonne, Pyrénées-Atlantiques, Aquitaine, France-Francia. 
Planos y vistas satelitales, 43°29′32.28″N 1°28′45.48″O / 43.4923000, -1.4793000
Está abierto al público de martes a sábados todo el año y sin pagar ninguna tarifa de visita.

## Historia
El jardín botánico fue establecido a finales de la década de 1990 encima de un bastión de 7 metros de alto de Vauban, dentro del sector protegido de la ciudad entre su catedral y los terraplenes, y dominando la vista sobre el monumento de la guerra.

## Colecciones
El jardín botánico alberga unos 1,000 taxones que se exhiben agrupados como:
- Colección de bambús,
- Colección de aceres del Japón
- Estanque con plantas de humedales

Además hay fuente, cascada, un puente japonés y senderos creados con materiales reciclados. 